# 博恩曼冰川
博恩曼冰川（英語：Bornmann Glacier），是南極洲的冰川，位於維多利亞地的博克格雷溫克海岸，處於哈勒特半島西部，由新西蘭探險隊命名，現時由南極條約體系管理。